# Coucy-lès-Eppes
Coucy-lès-Eppes è un comune francese di 579 abitanti situato nel dipartimento dell'Aisne della regione dell'Alta Francia.

## Società

### Evoluzione demografica
Abitanti censiti